# Dia do Basta
O Dia do Basta é um movimento social pacífico e sem fins lucrativos nos princípios ideológicos do Apartidarismo. Tem como objetivo o resgate da ética e da moralidade nos poderes Legislativo, Executivo e Judiciário do Estado brasileiro, em todos os níveis da administração pública seja nacional, estadual ou municipal. O movimento é a favor de um Brasil livre de impunidade e corrupção.
Busca mobilizar a sociedade brasileira para a troca de ideias, ações e manifestações na internet através das Mídias Sociais: Facebook, Instagram, Twitter e Youtube. Por seus canais na internet convocam os internautas para irem as ruas e praças das cidades brasileiras, protestar contra a corrupção impune.
Foi a favor da aprovação da lei Ficha Limpa, como prova de que a sociedade organizada e ativa consegue a aprovação de propostas contra a corrupção. O movimento luta pedindo a aprovação de muitas outras propostas e projetos que precisam da pressão social para que não sejam engavetados e esquecidos. O movimento se organiza sob uma estrutura com coordenação nacional, regional e de cidades, todos sob um mesmo estatuto.

## Metas
- Voto aberto Parlamentar
- Corrupção para Crime Hediondo
- Fim do Foro Privilegiado
- Contrário à PEC 37/2011 "PEC da Impunidade", que retira o poder de investigação que o Ministério Público Brasileiro detém para que possa executar de forma digna a finalidade que a Constituição Federal lhe concedeu em 1988, sendo uma delas a proteção ao patrimônio público, caçando assim desvios de verba pública e os mais variados esquemas de corrupção
- Renúncia do Senador Renan Calheiros "#ForaRenan".